# Томассон, Хельги
Хельги Томассон (исл. Helgi Tómasson, род. 8 октября 1942 года, Рейкьявик, Исландия) — художественный руководитель и главный балетмейстер Балета Сан-Франциско, бывший артист балета.

## Ранние годы
Родился в семье Томаса Бергура Сноррасона и Дагмар Хельгадоттир. Начал учиться балету в школе при Национальном театре, руководителями которой были Эрик и Лиза Бидстед. Его младший брат, Гудьон Инги Хаукссон, является графическим дизайнером.

## Карьера
Профессиональная танцевальная карьера Томассона началась в 15 лет с Театра Пантомимы в Копенгагене. В 17 лет он познакомился с Джеромом Роббинсом, который помог ему получить стипендию для обучения в Школе Американского Балета в Нью-Йорке.
Получил приглашение в Балет Джоффри, где познакомился со своей будущей женой Марлен, тоже танцовщицей. Два года спустя он перешёл в Харкнесс балле, где танцевал в течение шести лет и стал одним из самых знаменитых главных танцоров труппы.
В 1969 году, в возрасте 27 лет, Томассон принял участие в Первом международном балетном конкурсе в Москве, представляя США. Он получил серебряную медаль, золотая медаль была вручена Михаилу Барышникову.

### Нью-Йорк Сити балет
В 1970 году он был приглашён в Нью-Йорк-Сити Балет в качестве ведущего танцора. Он танцевал в Нью-Йорк Сити балет в течение 15 лет, получив всемирное признание и выступая со многими ведущими балеринами, такими как Виолетт Верди, Патриция Макбрайд и Гелси Киркланд.
Основатели труппы балетмейстеры Джордж Баланчин и Джером Роббинс создавали роли специально для Томассона. В 1971 году Джером Роббинс сочинил «Гольдберг-вариации», на музыку И. С. Баха, в 1972 году Баланчин Симфонию в трех частях на музыку Стравинского. Предназначенная ему мужская партия в балете Баланчина Дивертисмент из «Поцелуя феи» (музыка Стравинского, 1972) — одна из лучших созданных этим хореографом для танцовщика-мужчины
Газета The New York Times писала : «Благодаря своей выдающейся технике и элегантности, мистер Томассон был воплощением классического танцора. Как квинтэссенция танца Роббинса, он знал, как фильтровать эмоции через кристально чистую классическую призму. В качестве модели танцора Баланчина, он позволил Баланчину, у которого никогда раньше не было танцоров калибра мистера Томассона, показать собственную хореографию для мужчин в её самой классической форме».
В 1982 году, при поддержке Баланчина, Томассон поставил свой первый балет в Школе американского балета, «Введение, тема с вариациями», соч. 65, который был очень хорошо принят и вызвал у него стимул продолжить хореографию. В 1983 году его балет «Изолина» был принят в репертуар Нью-Йорк-Сити Балет.

### Художественный руководитель и главный хореограф балета Сан-Франциско
После ухода в отставку из «Нью-Йорк-Сити балет» в 1985 году, Томассон возглавил «Балет Сан-Франциско». За время работы в труппе он поставил множество полнометражных балетов, в том числе «Лебединое озеро» в 1988 году, «Спящая красавица» в 1990 году, «Ромео и Джульетта» в 1994 году, «Жизель» в 1999 году, «Дон Кихот» (в сотрудничестве с главным танцором Юрием Поссоховым) в 2003 и Щелкунчик в 2004 году.
«Щелкунчик» Томассона примечателен тем, что является единственным уникальным «Щелкунчиком» Сан-Франциско; он был поставлен в Сан-Франциско во время Панамо-Тихоокеанской Международной выставки 1915 года. «Нью-Йорк Таймс» назвала «Щелкунчика» Томассона «поразительным, элегантным и красивым».
В 1995 году Томассон задумал Международный фестиваль «Объединенные танцы», посвященный 50-летию подписания Устава Организации Объединённых Наций. Во время этого мероприятия двенадцать балетных трупп со всего мира присоединились к балету Сан-Франциско, чтобы представлять мировые премьеры в течение двух недель.
В 2010 году состоялась торжественная премьера балета «Серебряное торжество», посвященное 25-летию в качестве художественного руководителя балета Сан-Франциско.
В 2012 году Хельги Томассон был назван лауреатом премии «Танец / США», которая отмечает вклад отдельных людей в американский танец и ту роль, которую они играют в Национальном танцевальном сообществе.

## Личная жизнь
Томассон живёт в Сан-Франциско со своей женой Марлен, которая танцевала в Балет Джоффри, когда они познакомились. У них двое сыновей. Супруги владеют виноградником площадью 1 акр (4000 м2) и коттеджем в винодельческом регионе Калифорнии (Долина Напа), который они ремонтировали в течение десяти лет.

## Репертуар

### Балеты, поставленные для Балета Сан-Франциско
Томассон создал более 40 балетов для Балета Сан-Франциско и других ведущих трупп во всем мире.
- Трио (Trio) (2011)
- Лебединое озеро (Swan Lake) (2009)
- На тему Паганини (On a Theme of Paganini) (2008)
- На Общих Основаниях (On Common Ground) (2007)
- Голубая Роза (Blue Rose) (2006)
- Пятый Сезон (The Fifth Season) (2006)
- Багатели (Bagatelles) (2005)
- Щелкунчик (Nutcracker) (2004)
- 7 на восемь (7 for Eight) (2004)
- Дон Кихот (Дон Кихот) (2003)
- Концерт Гроссо (Concerto Grosso) (2003)
- Чи-Лин (Chi-Lin) (2002)
- Барток Дивертименто (Bartok Divertimento) (2002)
- Чакон для фортепиано и двух танцоров (Chaconne for Piano and Two Dancers) (1999)
- Жизель (Giselle) (1999)
- Серебряные Лестницы (Silver Ladders) (1998)
- Два Бита (Two Bits) (1998)
- Сумерки (Twilight) (1998)
- Крисс-Кросс (Criss-Cross) (1997)
- Пандора Дэнс (Pandora Dance) (1997)
- Музыкальные вечера (Soirées Musicales) (1996)
- Соната (Sonata) (1995)
- Когда мы больше не прикасаемся (When We No Longer Touch) (1995)
- Квартет (Quartette) (1994)
- Ромео и Джульетта (Romeo & Juliet) (1994)
- Четыре сезона (Le Quattro Stagioni) (1992)
- Nanna’s Lied (1993)
- Два плюс два (Two Plus Two) (1992)
- Аврора Полярис (Aurora Polaris) (1991)
- Мейстенс Моцарт (Meistens Mozart) (1991)
- Симфония Хаффнера («Haffner» Symphony) (1991)
- Спящая красавица (The Sleeping Beauty) (1990)
- Кон Брио (Con Brio) (1990)
- Valses Poeticos (1990)
- Handel—a Celebration (1989)
- Лебединое озеро (1988)
- Intimate Voices (1987)
- Бизе па де де (Bizet pas de deux) (1987)
- Concerto in d: Poulenc (1986)
- Confidencias (1986)

### Балеты для других трупп
- Призма (2000), хореография для весеннего сезона Нью-Йорк-Сити Балет
- Много шума … (1999), хореография для балета Альберты
- Изолина (1983) хореография для Школы американского балета
- Джулиани: Вариации на тему, хореография для Школы американского балета
- Менуэтто, изначально поставленный для Нью-Йорк-Сити Балет, премьера состоялась в 1984 года в Центре исполнительских искусств Саратоги
- Contredanses (1984), хореография для камерного балета Финиса Юнга, США
- Бусы памяти (1985), первоначально поставленный для Хьюстон балле.

## Награды
- 1989: премия Айседоры Дункан.
- 1990: командор Ордена Исландского сокола.
- 1991: выдающаяся награда гражданина, Калифорнийский клуб Содружества.
- 1991: премия «Золотая тарелка», Американская Академия достижений
- 1992: Премия Журнала Dance Magazine.
- 1995: Культурная премия, Американо-скандинавский фонд.
- 1996: Почетный доктор гуманитарных наук, honoris causa, Доминиканский колледж.
- 2001: присвоено звание офицера Ордена Искусств и литературы.
- 2002: Почетная докторская степень, Джульярдская школа.
- 2007: Награждён звездой Большого Креста Ордена Исландского Сокола.
- 2012: Dance / USA Awards[11].